# Tax Heaven 3000
Tax Heaven 3000, abreviado como TH3K, es un videojuego de simulación de citas de estilo japonés lanzado por el colectivo de arte estadounidense MSCHF que ayuda al jugador a preparar su impuesto sobre la renta. El juego se lanzó en marzo de 2023 en preparación para la fecha límite de impuestos en los Estados Unidos de 2022, haciendo que el jugador tenga citas con el protagonista en las que ingresa información personal requerida para generar una declaración de la renta.

## Antecedentes
MSCHF, un colectivo de arte estadounidense, lanzó previamente un videojuego en Steam titulado Chair Simulator en 2021.

## Jugabilidad
Tax Heaven 3000 no requiere conexión a Internet. El «videojuego de citas de novela visual» tiene varios escenarios para el jugador, en los que interactúa con un personaje llamado «Iris». El jugador tiene citas con Iris y «se conocen», y en las citas, se le solicita al jugador que ingrese sus datos personales, incluido su nombre legal, dirección, junto con la verificación de la posible elegibilidad para beneficios fiscales, así como el número de Seguro Social del jugador y sus datos bancarios. Luego, Tax Heaven 3000 crea un PDF de la declaración de la renta federales del jugador para el Servicio de Impuestos Internos (IRS por sus siglas en inglés). En el juego, Iris critica a TurboTax y a otros programas similares de preparación de impuestos como «cuellos de botella depredadores y parásitos que complican deliberadamente el proceso de declaración de impuestos para que la gente común no pueda navegar por él». El juego presenta a «Turbo», un personaje descrito como «un desagradable bro de SaaS» cuyos «gustos» se caracterizan por «el lobby corporativo, los formularios confusos, la experiencia de usuario oscura y los chalecos de lana».

## Lanzamiento
Tax Heaven 3000 fue lanzado por MSCHF el 22 de marzo de 2023. Se lanzó en itch.io y, solo durante medio día, en Steam, antes de ser eliminado de Steam Store. Según Daniel Greenberg, cofundador de MSCHF, el juego iba a ser lanzado el 4 de abril de 2023, después de que «pasara por el proceso de verificación estándar de Steam». Está disponible para dispositivos Windows y macOS, y se lanzó como un videojuego gratuito, aunque MSCHF también lanzó una edición de colección por US$90 como parte del proyecto que contenía merchandising física. Dado que el juego se desarrolla sin conexión, Greenberg afirmó que el juego era «probablemente más seguro que la mayoría de los programas de impuestos de las grandes cadenas» en lo que respecta al manejo de información personal. El juego también fue lanzado como un mensaje de crítica a TurboTax. La jugabilidad en sí fue descrita por TechCrunch como «bastante apta para mayores de 13 años, aunque hay algunas insinuaciones». MSCHF también lanzó un «parche con clasificación X» para el proyecto, que enlaza a una publicación de Wattpad, una historia no apta para el trabajo «sobre el secuestro de Iris de TurboTax». MSCHF también describió a Tax Heaven 3000 como «apropiado para contribuyentes solteros sin dependientes».

## Recepción
El juego recibió críticas mixtas en itch.io. Kelly Phillips Erb de Forbes escribió que «la idea de entregar mi información personal y financiera en un juego me parecía... rara», aunque reconoció que la entrega no es diferente a la de los programas de software de impuestos. Cecily Mauran de Mashable bromeó diciendo que «al menos [Iris] no te romperá el corazón como el IRS». Wailin Wong y Brittany Cronin, del pódcast The Indicator from Planet Money de NPR, elogiaron el juego por lo que comentaron como un estilo de los años 2000.